# Ансельм, Алексей Андреевич
Алексе́й Андре́евич Ансе́льм (1 июля 1934, Ленинград, СССР — 24 августа 1998, Бостон, США) — российский, советский физик-теоретик, доктор физико-математических наук (1969), профессор, директор Петербургского института ядерной физики имени Б. П. Константинова (1992—1994).
Член Российского и Американского физических обществ; член Президиума Отделения ядерной физики Российской академии наук; член редколлегии журнала «Ядерная физика».
Известен важными и оригинальными работами в области физики элементарных частиц и квантовой теории поля.

## Биография
Родился в семье учёных-физиков.
Отец — Андрей Иванович Ансельм (1905—1988) — этнический немец, в 1930-е годы сотрудник кафедры теоретической физики Ленинградского политехнического института и старший научный сотрудник теоретического отдела Физического института Ленинградского университета, позже — доктор физико-математических наук, профессор, заведующий теоретическим отделом Физико-технического института, заведующий кафедрой теоретической физики ЛПИ и заведующий теоретическим отделом Института полупроводников АН СССР.
Мать — Ирина Викторовна Мочан (1903—1978), из образованной и состоятельной еврейской семьи, долгие годы работала научным сотрудником Ленинградского государственного университета, затем ФТИ имени А. Ф. Иоффе и старшим научным сотрудником Института полупроводников АН СССР, доктор физико-математических наук.
Известным учёным-медиком был дед Алексея Ансельма — профессор педиатрии Виктор Осипович Мочан (1875—1943) — один из основоположников советской педиатрической школы, крупный организатор детского здравоохранения, основатель и первый директор Ленинградского института Охраны материнства и младенчества.
С началом Великой Отечественной войны, в связи с эвакуацией Ленинградского университета, семилетним ребёнком Алексей Ансельм оказался с родителями сначала в Елабуге, а после перевода их в эвакуированный из Ленинграда Физико-технический институт — в Казани.
Вернувшись в Ленинград, Алексей Ансельм в 1951 году окончил с серебряной медалью среднюю мужскую школу № 79 Петроградского района (до революции женская гимназия А. И. Болсуновской) и поступил на физический факультет Ленинградского государственного университета. Окончив его с отличием в 1956 году, А. А. Ансельм был принят научным сотрудником в Ленинградский Физико-технический институт АН СССР (Физтех). Здесь в 1961 году он защитил кандидатскую диссертацию («Некоторые вопросы асимптотического поведения функций Грина и амплитуд рассеяния при больших и малых энергиях»), а в 1969 — докторскую («Некоторые вопросы сильного взаимодействия элементарных частиц»). Главной областью его научных интересов стала квантовая теория поля.
Формирование Алексея Андреевича Ансельма как учёного происходило под влиянием таких ведущих советских физиков как академик АН СССР Лев Давидович Ландау, член-корреспондент РАН Карен Аветикович Тер-Мартиросян, член-корреспондент АН СССР Владимир Наумович Грибов, профессор Илья Миронович Шмушкевич. Спустя годы именно их он называл своими учителями.
Первая заграничная поездка А. А. Ансельма в Великобританию по приглашению профессора Эллиота Лидера состоялась в 1968 году и продолжалась 3 месяца. До некоторой степени она оказалась случайной. В тот год из-за ввода войск в Чехословакию, СССР оказался в «интеллектуальной изоляции», так как вследствие протеста западных учёных стали рваться сложившиеся научные связи. Одним из немногих профессор Эллиот Лидер не отозвал своего приглашения, а советские власти стали гораздо либеральнее относиться к тем ученым, кого ещё хотели видеть за рубежом. В изложении профессора Сассекского университета Нормана Домби, со ссылкой на самого Алексея Андреевича, эти события развивались следующим образом:

Это было сразу после вторжения в Чехословакию, из-за которого многие приглашения официальным советским лицам в западные институты были отменены. Когда выяснилось, что Лидер не отменил своё приглашение, Алёше впервые выдали заграничный паспорт. Но прежде чем получить разрешение на выезд его вызвали в КГБ. «Что бы вы сказали, если бы вас спросил британец о вторжении?» спросил его сотрудник органов. Алёша не нашёлся, как справиться с вопросом. Он в свою очередь спросил: «А что вы советуете сказать?» И к его удивлению, сотрудник КГБ посоветовал следующее: «Если вы будете только вдвоём, говорите, что хотите, но в большой компании ни в коем случае не объясняйте так, как пишут в наших газетах».
— «Штрихи к портрету теоретика»
После этого, несмотря на множество приглашений, А. А. Ансельма не выпускали за рубеж в течение пятнадцати лет. Более подробно эти воспоминания Алексея Ансельма изложены в заметках Л. А. Колесниковой.
В 1971 году Отдел теоретической физики Ленинградского Физтеха был переведен в Гатчину, где стал частью Ленинградского института ядерной физики им. Б. П. Константинова АН СССР (ЛИЯФ). Здесь и прошла вся дальнейшая трудовая и творческая жизнь Алексея Андреевича.
Тремя годами позже, с избранием в 1974 году профессором физического факультета Ленинградского государственного университета, А. А. Ансельм параллельно занялся преподавательской деятельностью. Для студентов кафедры физики высоких энергий и элементарных частиц физического факультета ЛГУ читал спецкурсы «Физика элементарных частиц» и «Теория слабых взаимодействий». Выступал с докладами на семинарах кафедр физического факультета ЛГУ/СПбГУ.
Выдвигался в члены-корреспонденты АН СССР по Отделению ядерной физики.
В июне 1989 года Ансельм участвовал на церемонии вручения Андрею Дмитриевичу Сахарову знака почетного доктора наук Сассекского университета. Церемония, на которой присутствовали известные учёные из многих стран, проходила в Брайтоне. От СССР организаторы пригласили А. А. Ансельма и В. Н. Грибова.
В начале 1980-х годов Алексей Андреевич был назначен руководителем теоретического отдела ЛИЯФ. В этой должности он проработал до 1992 года, когда сразу после распада СССР получил предложение возглавить свой институт. Возможно, это был наиболее сложный период в истории прославленного научного учреждения. В условиях тотального недофинансирования науки приходилось прилагать огромные усилия по сохранению научных кадров и обеспечению хотя бы минимально достаточного уровня финансирования фундаментальных научных исследований. Тогда же Алексей Андреевич был назначен председателем комитета по фундаментальной ядерной физике при Министерстве науки, высшей школы и технической политики Российской Федерации.
В 1994 году в связи с тяжёлым заболеванием А. А. Ансельм был вынужден оставить должность директора института. Для лечения он выехал к дочери в Бостон (США), где и скончался в 1998 году. За несколько месяцев до смерти Алексей Андреевич стал участником традиционной, тридцать второй Зимней школы физиков, проходившей в феврале 1998 года в курортном посёлке Репино под Петербургом. В тот приезд он в последний раз побывал в родном институте.

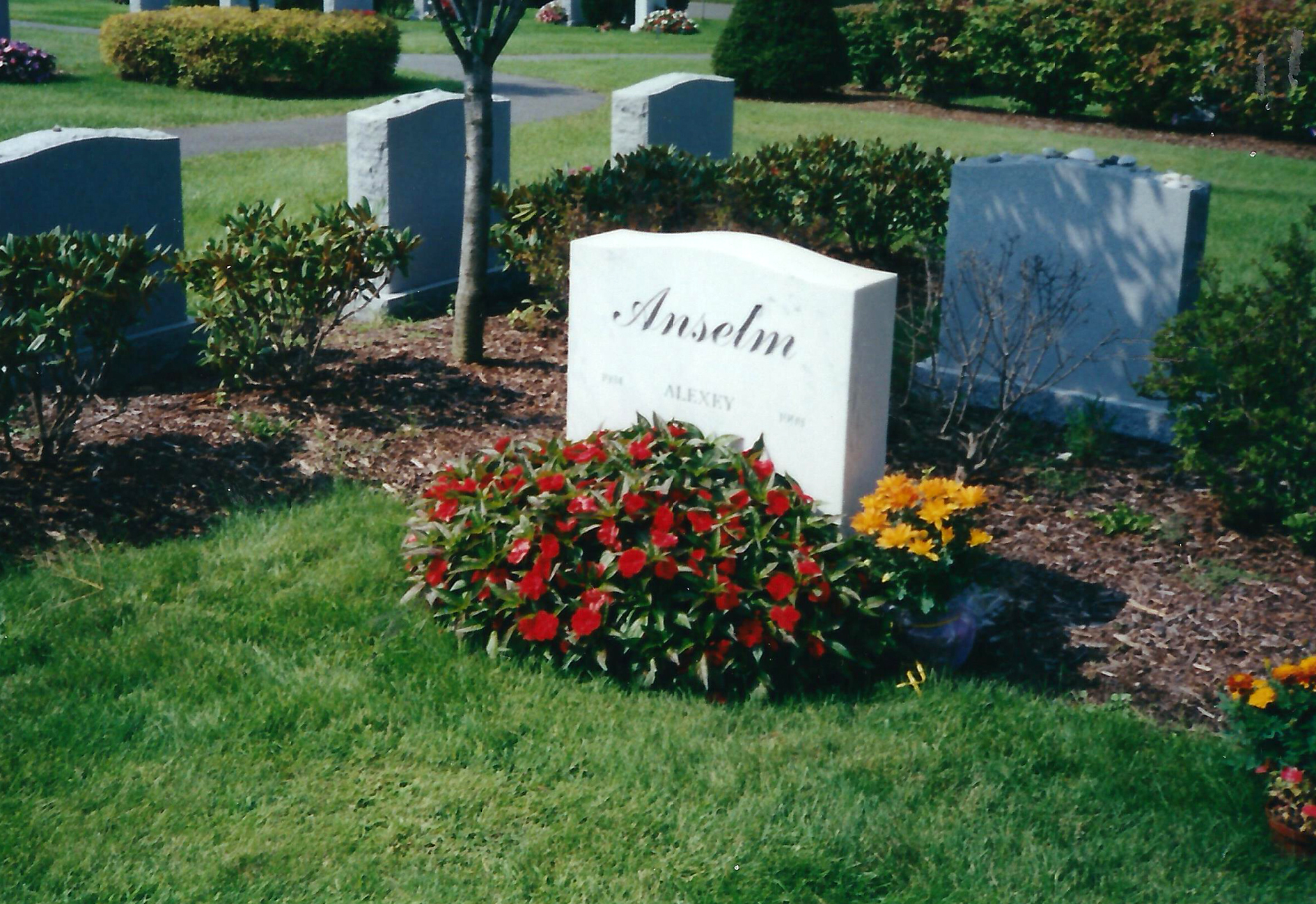
Здесь похоронен А. А. Ансельм

Похоронен профессор Алексей Андреевич Ансельм на городском кладбище Ньютона, в предместье Бостона.

## Научный вклад
- В 1959 году в двумерной модели с четырёхфермионным взаимодействием А. А. Ансельм доказал неуниверсальность полюса Ландау в квантовой теории поля и, таким образом, впервые обнаружил важнейшее явление, получившее впоследствии название «асимптотической свободы»[11][12]. По свидетельству А. М. Полякова:

«….работа была опубликована в ЖЭТФе, и, естественно, вызвала отрицательную реакцию Ландау и др. Решили, что работа ошибочная, но как принято у профессионалов работу проверили и признали правильной. Это было смело для молодого человека выйти с выводами противоположными идеям главной школы теоретической физики. Он это сделал и вышел победителем. Это создало ему имя и репутацию в школе Ландау. К нему стали относиться с уважением и осторожностью: неизвестно, что он еще придумает…»— Polyakov A. M. Alexei Anselm / in Shifman. M. Under the spell of Landau, 2013, chapter 9, pp. 362-363
 Пятнадцать лет спустя модель Ансельма была переоткрыта и получила название модели Гросса — Невё.
- Продолжил работы над теорией комплексных полюсов Редже, начатых одним из главных её авторов членом-корреспондентом АН СССР В. Н. Грибовым. Совместно с Я. И. Азимовым, В. В. Анисовичем, Г. С. Даниловым, И. Т. Дятловым, В. М. Шехтером[14] Алексей Андреевич добился выдающихся результатов в этой новой области, получивших мировую известность. Наряду с другими, это:
  - теория рождения трех частиц вблизи порога[15];
  - исследование полюсов Редже в теории возмущений[16];
  - предсказание интерференционных минимумов в сечении упругих столкновений на большие углы.
- В теории электрослабых взаимодействий наиболее интересные и известные результаты, полученные Алексеем Андреевичем совместно с Н. Г. Уральцевым, относятся к поискам нового динамического механизма спонтанного нарушения симметрии за счет сильного «радиационного» взаимодействия тяжелых кварков и исследованию хиггсовского сектора[17] (совместно). В частности, он исследовал возможность существования безмассовых голдстоуновских бозонов, названных арионами[18].
- Независимо от более известной работы будущего лауреата Нобелевской премии Герард ’т Хоофта, А. А. Ансельм выдвинул принцип сокращения квантовых аномалий на уровне составляющих частиц.
- В последнее десятилетие двадцатого века большую известность получили работы Алексея Андреевича (часть из которых выполнена совместно с Л. Н. Липатовым, М. Г. Рыскиным, А. Г. Шуваевым), посвященные возникновению когерентных пионных полей[19] в ультрарелятивистских столкновениях тяжелых ионов, названых «дезориентированным киральным конденсатом»[20] (ДКК). Возможность существования ДКК широко обсуждается в связи с экспериментами на релятивистском коллайдере тяжёлых ионов (RHIC) в Брукхейвенской национальной лаборатории.

А. А. Ансельм (совместно с А. А. Иогансеном) предложил естественный динамический механизм, объясняющий дублет-трехплетную иерархию в рамках суперсимметричных моделей великого объединения электрослабых и сильных взаимодействий, а также внес важный вклад в понимание аксиальных аномалий в суперсимметричных теориях.
- Как один из ведущих мировых специалистов в области физики элементарных частиц и квантовой теории поля Алексей Андреевич стал основателем собственной научной школы. В 1997 году эта Школа оказалась среди немногих, получивших формальное признание и поддержку Российского фонда фундаментальных исследований. Многие ученики А. А. Ансельма стали учёными с мировой известностью.

## Общественная деятельность
В качестве председателя Комитета по фундаментальной ядерной физике, цель которого заключалась в выявлении и материальной поддержке наиболее перспективных научных проектов в России, удалось добиться наиболее оптимального использования ограниченных средств, которые оказались в распоряжении Комитета.
Много лет подряд Алексей Андреевич был фактически главным организатором научной программы ежегодных Зимних школ Института ядерной физики им. Б. П. Константинова. Благодаря его усилиям и таланту каждая Зимняя школа становилась большим событием. Когда в начале 1990-х годов Отделение теоретической физики оказалось на грани финансового краха, А. А. Ансельм организовал Международные Зимние школы по теоретической физике. Это позволило получить гранты на организацию школ и помогло пережить Отделу теоретической физики самое трудное время.
А. А. Ансельм был активным пропагандистом новейших достижений и популяризатором науки, преимущественно физики и космологии. Он публиковался в журнале «Звезда», с 1991 года выступал на радиоволнах Русской службы Би-би-си в программе «Парадигма» с ведущим программы Юрием Колкером, который в интервью, данном Л. А. Колесниковой так характеризовал Алексея Андреевича:

…Я ведь неплохо знал его. Мы вместе сделали около двадцати интервью для передачи «Парадигма». Моей программы «Парадигма» уже не существует, я говорил вам. Она выходила с девяностого по девяносто девятый год. Алеша был самым ярким и замечательным её участником. Он был артистичен, увлекался во время своего рассказа и был чрезвычайно образован. Он не относился к так называемым узким специалистам, которые дальше своего направления мало что знают. Алеша знал все! Он мог поговорить на любую тему, он живо откликался на все вопросы, возникающие в ходе прямого эфира радиопрограммы. И эта быстрота реакции, а главное широта и глубина его знаний, были исключительными. Помню, как он особенно горячился, когда разоблачал шарлатанов. Не секрет, что за границей, на Западе, увлекаются астрологией и часто верят во все эти чудеса. Алеша категорически выступал против этих вещей.— «Штрихи к портрету теоретика»
Позже, некоторые из бесед Ю. Колкера с А. А. Ансельмом были оформлены в статью «Как устроен этот мир».

## Научные труды
Алексей Андреевич Ансельм опубликовал более 130 научных работ. Ниже приводится лишь малая их часть, отражающая основные научные достижения автора:
- Anselm A. A. A model of field theory with non vanishing renormalized charge. — Sov.Phys. JETP, 1959, № 3. — Т. 36(9). — 608-611 с.
- Anisovich V. V., Anselm A. A., Gribov V. N. On the theory of reactions with production of three low-energy particles. — Nucl.Phys., 1962. — Т. 38. — 132-145 с.
- Azimov Ya. I., Anselm A. A. Regge poles and asymptotic behavior of amplitudes in perturbation theory. ZhETF 44:686-694,1963. — Sov.Phys.JETP, 1963. — Т. 17 № 2. — 464-471 с.
- Anselm A. A., Dyatlov  I. T. On oscillations in momentum transfer of the high-energy elastic PP scattering cross sections. Yadern.Fiz.9:416-423,1969. — Sov.J.Nucl.Phys., 1969. — Т. 9. — 242-247 с.
- Anselm A. A. Quark strong interactions as a possible mechanism of symmetry breaking in weak interactions. — Phys.Lett. B, 1979. — Т. 87, Issue 4. — 371-374 с.
- Anselm A. A., Uraltsev N. G. A second massless axion?. — Phys.Lett. B, 1981. — Т. 114, Issue 1. — 39-41 с.
- Anselm A. A. The problem of particle generations and the quint structure of  leptons and quarks. ZhETF 80:49-65,1981. — Sov.Phys.JETP, 1981. — Т. 53 (1). — 23-32 с.
- Anselm A. A., Johansen A. A. SUSY GUT with automatic doublet-triplet hierarchy. — Phys.Lett. B, 1988. — Т. 200, Issue 3. — 331-334 с.
- Anselm A. A. Classical states of the chiral field and nuclear collisions at very high energy. — Phys.Lett. B, 1989. — Т. 217, Issues 1–2. — 169-172 с.
- Anselm A. A., Johansen A. A. Radiative corrections to the axial anomaly. — Sov.Phys.JETP, 1989. — Т. 69 (4). — 670-674 с.
- Anselm A. A. Search for massless Higgs-Goldstone bosons. / 25th Rencontres de Moriond: Electroweak Interactions and Unified Theories  “Z0 Physics: proceedings. Edited by J. Tran Thanh Van. Gif-sur-Yvette, France, Editions Frontieres". — France, 1990. — 291-300 с.
- Anselm A. A., Ryskin M. G., Shuvaev A. G. Production of classical pion field and/or disoriented chiral condensate. — Z.Phys.A, 1996. — Т. 354. — 333-341 с.

Некоторые другие печатные работы
- Anisovich V. V., Anselm A. A., Azimov Ya. I., Danilov G. S.,  Dyatlov I. T. Electromagnetic decays of mesons in the quark model. — Phys.Lett. B, 1965. — Т. 16, Issue 2. — 194-195 с.
- Anselm A. A., Danilov G. S. Theory of deuteron splitting by slow protons. — Phys.Lett. B, 1965. — Т. 69, Issue 1. — 193-203 с.
- Azimov Y. I., Ansel'm A. A., Danilov G. S., Dyatlov I. T., Gribov V.N. Three-particle partial wave amplitudes and unitarity conditions at complex values of angular momentum. — Sov.Phys. JETP, 1966. — Т. 22, N. 2. — 373-398 с.
- Azimov Y. I., Ansel'm A. A., Danilov G. S., Dyatlov I. T., Gribov V.N. Three-particle partial wave amplitudes and unitarity conditions at complex values of angular momentum. — Journal of Experimental and Theoretical Physics, 1966. — Т. 49, N. 2. — 549-571 с.
- Анисович В. В., Ансельм А. А. Теория реакций с образованием трёх частиц вблизи порога. — Успехи Физических Наук, 1966. — Т. 88, вып. 2. — 287–326 с.
- Anselm A. A., Azimov Ya. I., Danilov G. S., Dyatlov I. T., Gribov V. N. Three-particle partial wave amplitudes and unitarity conditions at complex values of angular momentum. — Phys.Lett. B, 1966. — Т. 37, Issue 2. — 227-263 с.
- Anselm A. A., Danilov G. S. The statistical character of hadron production at high energies in the theory of complex angular momentum. — Phys.Lett. B, 1967. — Т. 26, Issue 2. — 100-103 с.
- Anselm A. A., Danilov G. S. Mandelstam branch points and scattering of particles at high energies and large momentum transfers. — Phys.Lett. B, 1967. — Т. 24, Issue 9. — 479-482 с.
- Ансельм А. А., Грибов В. Н., Шмушкевич И. М. Квантовая электродинамика. — Успехи Физических Наук, 1970. — Т. 100. — 171–171 с.
- Anisovich V. V., Anselm A. A., Danilov G. S., Dyatlov I. T. Isotopic spin splitting of trajectories in dual multiparticle models. — Phys.Lett. B, 1971. — Т. 37, Issue 1. — 84-86 с.
- Anselm A. A., Gribov V. N. Zero pion mass limit in interactions at very high-energies. — Phys.Lett. B, 1972. — Т. 40, № 4. — 487-490 с.
- Anselm A. A., Gribov V. N. Weak interactions at high energies and complex angular momenta. — Phys.Lett. B, 1973. — Т. 61. — 253-273 с.
- Anselm A. A., D'yakonov D. I. On Weinberg's model of CP violation in gauge theories. — Phys.Lett. B, 1978. — Т. 145, Issue 1. — 271-284 с.
- Anselm A. A., Azimov Ya. I. CP violating effects in e+e− annihilation. — Phys.Lett. B, 1979. — Т. 85, Issue 1. — 72-74 с.
- Anselm A. A. Neutrino masses as a second-order effect in Higgs coupling. — Phys.Lett. B, 1979. — Т. 154, Issue 3. — 485-491 с.
- Ансельм А. А., Уральцев Н. Г. Второй безмассовый аксион. — Л.: ЛИЯФ, 1982. — 10 с.
- Ансельм А. А. Возможное новое дальнодействие и способы его обнаружения. — Письма в ЖЭТФ, 1982. — Т. 36, вып. 2. — 46-49 с.
- Anselm A. A., Uraltsev N. G. Long range “arion” field in the radio frequency band. — Phys.Lett. B, 1982. — Т. 116, Issues 2-3. — 161-164 с.
- Александров Е. Б., Ансельм А. А., Павлов Ю. В., Умарходжаев Р. М. Ограничение величины гипотетического фундаментального дальнодействия между спинами в эксперименте с ядрами ртути. — Успехи Физических Наук, 1983. — Т. 141. — 551–552 с.
- Anselm A. A., Chkareuli J. L., Uraltsev N. G., Zhukovskaya V.N. On the Kobayashi-Maskawa model with four generations. — Phys.Lett. B, 1985. — Т. 156, Issues 1–2. — 102-108 с.
- Anselm A. A., Bunakov V. E., Gudkov V. P., Uraltsev N. G. On the neutron electric dipole moment in the Weinberg CP-violation model. — Phys.Lett. B, 1985. — Т. 156, Issues 1–2. — 116-120 с.
- Ансельм А. А., Уральцев Н. Г., Хозе В. А. Хиггсовские частицы. — Успехи физических наук, 1985. — Т. 145. — 185–223 с.
- Anselm A. A., Berezhiani Z. G. Could neutrinos with masses of a few keV be shortlived?. — Phys.Lett. B, 1985. — Т. 162, Issues 4-6. — 349-353 с.
- Ансельм А. А., Иогансен А. А. Суперсимметричная теория великого объединения с автоматической тонкой подстройкой. — Письма в ЖЭТФ, 1986. — Т. 44, вып. 11. — 488-491 с.
- Anselm A. A. Arion ↔ Photon Oscillations in a Steady Magnetic Fields. — Yad.Fiz., 1988. — Т. 42. — 1480-1483 с.
- http://cosm.hamptonu.edu/research/lipss_internal/internal_docs/papers/basics/_88Anselm_PRD37p2001_1.pdf Архивная копия от 3 июня 2016 на Wayback Machine
- Anselm A. A., Ryskin M. G. Production of classical pion field in heavy ion high-energy collisions. — Phys.Lett. B, 1991. — Т. 266, Issues 3–4. — 482-484 с.
- Anselm A. A. Periodic universe and condensate of pseudo-Goldstone field. — Phys.Lett. B, 1991. — Т. 260, Issues 1-2. — 39-44 с.
- Anselm A. A., Johansen A. A. Baryon nonconservation in standard model and Yukawa interaction. — Phys.Lett. B, 1993. — Т. 407, Issue 2. — 313-327 с.
- Anselm A. A., Johansen A. A. Can the electroweak θ-term be observable?. — Phys.Lett. B, 1994. — Т. 412, Issue 3. — 553-573 с.
- Anselm A. A., Ryskin M. G. Regge trajectories for the weak gauge bosons. — Phys.Lett. B, 1994. — Т. 329, Issues 2-3. — 300-304 с.

### Научно-популярные статьи
- Ансельм А. А. Запад есть запад, восток есть восток // Нева. — 1989. — № 12.
- Ансельм А. А. Что такое время // Звезда. — 1998. — № 9[25].
- Ансельм А. А. Теоретическая физика XX века — новая философия природы // Звезда. — 2000. — № 1.
- Ансельм А. А. Как устроен этот мир // Звезда. — 2004. — № 1[23].

## Семья
- Жена — Людмила Николаевна Ансельм, ур. Бусыгина (род. 16 апреля 1934 г.) — окончила физический факультет Ленинградского государственного университета. Драматург, автор ряда пьес, поставленных в США. Проживает в Бостоне (США).
- Дочь — Ирина Алексеевна Ансельм (род. 1 июня 1960 г.) — врач-педиатр, детский невролог, доцент Гарвардской Медицинской школы (США), доцент Детского госпиталя в Бостоне[26][27].
- Дядя по материнской линии — Лев Эдмондович Мочан — (19.06.1900, С.-Петербург — 17.01.1990, Франция). Математик. Учился в Петроградском университете. Покинув Россию в 1918, приехал в Швейцарию. Учился на факультете физических наук Лозаннского университета. С 1924 жил во Франции. Работал выборным администратором в Обществе изучения и развития долговременного кредитования (1927—1930). Администратор в Обществе «Solitaire» (1932—1943). Во время войны работал в подпольном издательстве «Editions de minuit». В 1943 под псевдонимом Thimerais издал книгу «La Pensée Patiente» («Терпеливое мышление»). Финансовый советник премьер-министра Франции (1945—1954). С 1954 снова изучал математику, получил докторскую степень. В 1958 основал Institut des Hautes etudes scientifiques (Институт высших научных знаний) в Бюр-сюр-Иветт (под Парижем), его директор в 1958—1971, с 1972 почётный директор и администратор. Член Французского и Американского математических обществ. Награждён Военным крестом (1939—1945), медалью Сопротивления. Автор трудов в области топологии, теории множеств.